# Paul Hamburger
Pour les articles homonymes, voir Hamburger (homonymie).
Paul Philip Hamburger (né à Vienne (Autriche) le 3 septembre 1920, décédé à Londres le 11 avril 2004), est un pianiste, accompagnateur, chambriste et érudit anglais d'origine autrichienne.

## Biographie
Il étudie à l’Académie de musique de Vienne avant d’émigrer en Angleterre en 1939 à la suite de l'arrivée des nazis. En 1941, il reçoit une bourse pour étudier au Royal College of Music (Londres), où ses professeurs seront Frank Merrick, Gordon Jacob et Ralph Vaughan Williams ; il obtient le diplôme ARCM. À compter de 1945, il entreprend une carrière d’accompagnateur, chambriste et professeur, son nom étant associé, en concert et sur disques, à ceux de distingués chanteurs et instrumentistes comme Dame Janet Baker, Elisabeth Söderström, Max Rostal et Pierre Fournier. Il a joué en Grande-Bretagne, Allemagne, Autriche, Suisse, Hollande, France et Belgique.
Il a été chef de chant pour le English Chamber Group, préparant notamment la version télévisée du Turn of the Screw de Benjamin Britten. Il a aussi été chef de chant au Glyndebourne Opera, travaillant sur Fidelio, Alceste, The Rake’s Progress, Arlecchino, plusieurs Rossini et tous les opéras de Mozart. Il a coaché les chanteurs pour l’enregistrement de La Walkyrie qu’a fait Erich Leinsdorf avec Birgit Nilsson. Pendant 12 ans, il était l’accompagnateur officiel de la BBC, et par la suite il a été le réalisateur de la série radiophonique Artists of the Younger Generation.
Paul Hamburger a enseigné aux chanteurs et accompagnateurs à la Guildhall School of Music and Drama (Londres), et a donné des cours de maîtres en Angleterre, Écosse, Irlande, Allemagne, Autriche, Suède et Finlande. Ses écrits comprennent une édition des Lieder de Mozart (Oxford University Press), des articles sur les Lieder de Mozart, les Wunderhorn-Lieder de Mahler, sur Chopin et Britten, et des traductions, notamment de Bruno Walter et Alfred Brendel.

## Récompenses
Il était un Fellow de la Guildhall School of Music and Drama, un Honorary Member de la Royal Academy of Music et a reçu L’Ordre de Mérite dans les Arts et les Sciences du gouvernement autrichien.

## Vie privée
Il épouse, en 1948, Esther Salaman (Peter, Nina), puis en 1968, Clare Walmesley.